# 黄柏乡 (柘荣县)
黄柏乡，是中华人民共和国福建省宁德市柘荣县下辖的一个乡镇级行政单位。

## 行政区划
黄柏乡下辖以下地区：
黄柏村、沙坑里村、上黄柏村、蒲洋村、下坪村、软岭村、高峰村、长冠村、山后村、游家边村、川木洋村、蒲头村、双岗洋村、陈家山村、倒流水村和上楼村。